# المصباخ (العبر)

'

تعديل مصدري - تعديل

المصباخ هي إحدى قرى عزلة العبر بمديرية العبر التابعة لمحافظة حضرموت، بلغ تعداد سكانها 30 نسمة حسب تعداد اليمن لعام 2004.